# Cuánta tierra necesita un hombre
Cuánta tierra necesita un hombre  es un cuento del escritor ruso León Tolstói publicado en 1886. Narra las aventuras del campesino Pajom, quien impulsado por la codicia, emprende un viaje en búsqueda de propiedades.
Al igual que Pajom, Tolstói compró tierras en Baskiria a precios sumamente bajos.La historia dramatiza los remordimientos por ser dueño de esta tierra que lo acosaron a principios de la década de 1880.
James Joyce lo consideró como «el mejor cuento escrito jamás».

## Contexto e idea
El primer contacto con los baskirios se remonta a 1862. En ese año, preocupado por su estado de salud y siguiendo las recomendaciones de su médico, viaja a la región de Samara para recibir una «cura de kumis». Posteriormente, Tolstói recordará este episodio en uno de sus escritos:

Durante un año me ocupé de mi labor como árbitro mediador, de las escuelas y de la revista, y pronto me venció el agotamiento, sobre todo por mi confusión, y tan pesada se me hizo la lucha que libraba como árbitro mediador, tan turbia se me antojaba mi actividad en las escuelas, tan repugnante se había vuelto el subterfugio de la revista, motivados por el mismo deseo de instruir a todo el mundo y de disimular que no sabía qué estaba enseñando, que caí enfermo, más espiritual que físicamente, y lo abandoné todo, partí a las estepas, entre los bashkirios, para respirar aire fresco, beber kumis y vivir una vida animal.
Tolstói, Confesión. 1882.

En 1871, inquieto de nuevo por su estado de salud,regresa a tierras baskirias para recibir de nuevo el tratamiento a base de kumis.Allí lee a Heródoto en griego original, idioma que había comenzado a aprender un año antes.Tolstói identificaba a los baskirios con el pueblo escita que el historiador griego describe en sus Historias.
En su correspondencia escribe, «los baskirios, de quienes hay un aroma de Heródoto» y, «leyendo a Heródoto, quien describe con detalle y gran precisión la forma de consumir leche entre los escitas con los que estoy viviendo».Una de estas historias pudo haber sido el germen del cuento:

[...]Los reyes conservan con sumo cuidado este oro sagrado. Se dirigen cada año a él e intentan propiciárselo con grandes sacrificios. Pero el custodio de este oro sagrado que en la fiesta se duerma al aire libre, éste, afirman los escitas, ya no vivirá íntegramente un año. Por esto se conceden a este custodio tantas tierras como las que pueda recorrer a caballo en un día.
Heródoto, Historias. 430 a.C.

## Compra de tierras en Samara

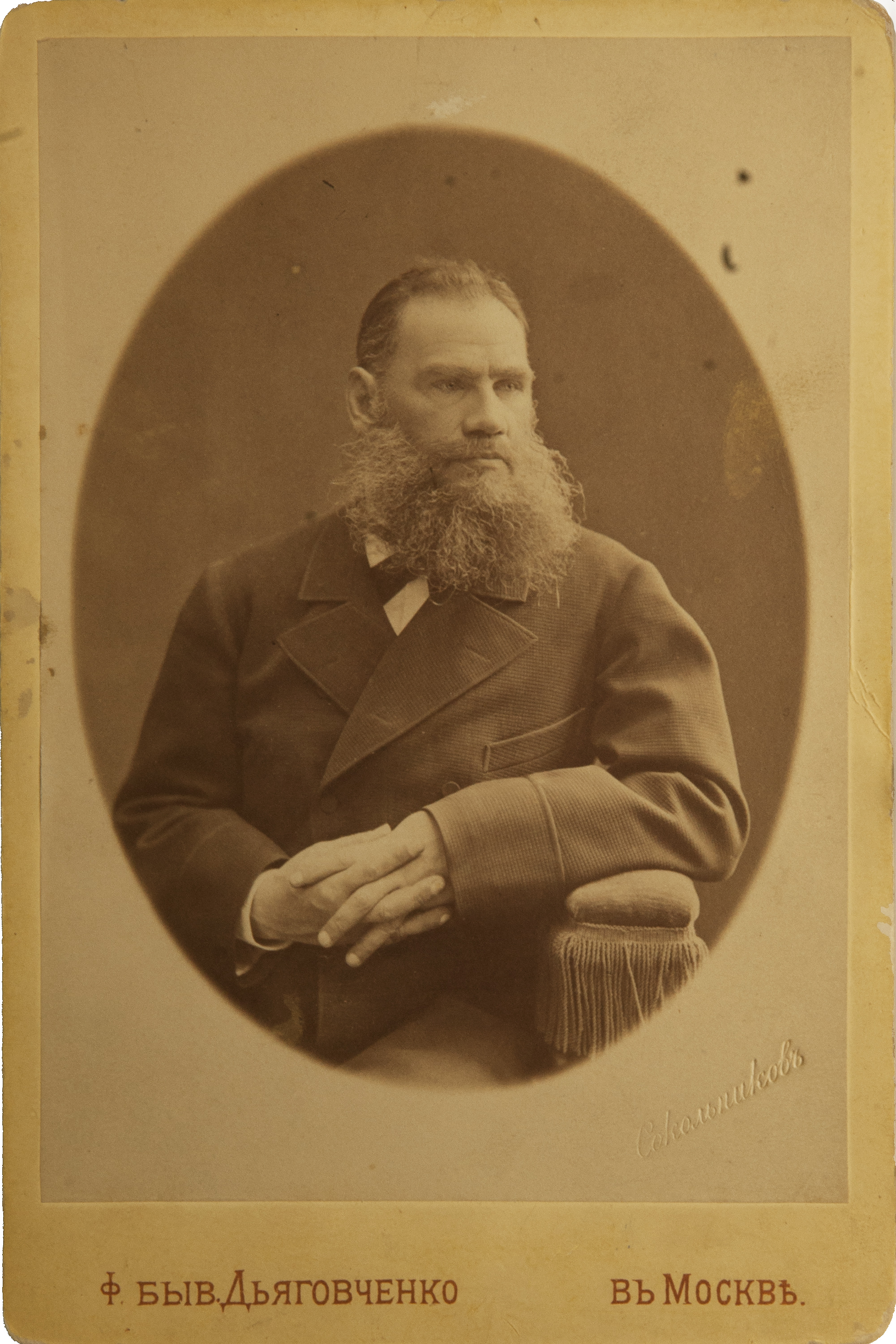
Tolstói en 1876. La foto fue tomada mientras trabajaba en su novela Anna Karenina.

El 9 de septiembre de 1871, Tolstói compra 2 500 desiatinas en la Provincia de Samara por 20 000 rublos con el dinero de los derechos de autor de Guerra y Paz.El 12 de abril de 1878, compra el lote adyacente de 4 022 desiatinas por 42 000 rublos con el dinero de los derechos de autor de Anna Karenina.Cada desiatina costó 8 y 10 rublos respectivamente.
En una carta a su esposa describe la compra de 1871 como «fabulosamente rentable, como todas las compras aquí», prometiendo «diez veces nuestros ingresos [rusos] y una décima parte del problema».Contempla una compra aún más rentable en la Provincia de Ufá, donde los bashkires venden tierras por tres rublos por desiatina: «Imagínate... bosques, estepas, ríos, manantiales, y la tierra es toda estepa de hierba plumosa, sin tocar desde la creación del mundo, que produce el mejor trigo, ¡y a solo 100 verstas de una ruta de barcos a vapor!». Sin embargo, no llegó a realizar dicha compra.
La tierra se convirtió en la mejor inversión de la vida de Tolstói. Los alquileres generaron más de 130.000 rublos de ingresos en un período de doce años.En menos de tres décadas, la inversión inicial de 62.000 rublos se multiplicó casi siete veces, dejando a cuatro de sus hijos propiedades valoradas en casi medio millón de rublos.
Cuando sus hijos vendieron la tierra en 1900, Tolstói escribe: «Siempre pesa en mi conciencia el hecho de que, deseando desligarme de la propiedad, realicé esos actos [legando mi propiedad a mis hijos]. Me siento ridículo al pensar que parece como si quisiera proveer para mis hijos. No, les he causado un daño enorme... Es tan contrario a mis pensamientos y deseos, a lo que vivo». Para Tolstói «la tierra no puede ser objeto de propiedad».
En una entrada de su diario en 1889 escribe: «la agricultura, que desplaza al nomadismo y que experimenté en Samara, es el primer paso hacia la riqueza, la violencia, el lujo, la depravación y el sufrimiento. Ese primer paso lo muestra todo». Tolstói observa que la agricultura, que él había venerado como el motor providencial de la expansión imperial de Rusia y consideraba la empresa humana más digna e importante, podría ser en sí misma la raíz de todo mal.

## Sinopsis
El campesino Pajom está contento con su estilo de vida y no envidia los lujos de la urbe. Sin embargo, considera que le falta una cosa: «¡La única pena es que disponemos de poca tierra! ¡Si tuviera toda la que quisiera, no tendría miedo de nadie, ni siquiera del diablo!». 
Poco a poco va aumentando sus posesiones, pero sigue sintiendo que no son suficientes. Un día se encuentra con un mercader que viene de las tierras baskirias.A las preguntas de Pajom, el comerciante le responde: «Hay tanta tierra que no podrías recorrerla en un año. Y toda pertenece a los bashkirios, que son tan inocentes como corderos. Se puede conseguir la tierra casi de balde.».
Pajom viaja hacia el lugar. Allí, les hace regalos para ganarse su amistad. A cambio, el jefe baskirio le ofrece un trato: «toda la tierra que consigas recorrer en una jornada será tuya, al precio de mil rublos». Lo único que debe hacer es marcar los lugares por los que pase, con una condición: regresar al punto de partida antes de que se ponga el sol. 
Al día siguiente, el jefe deja su gorro en el suelo de la cima de un shihan como punto de referencia. Pajom comienza a caminar marcando los lugares que más le llaman la atención. Con el paso del tiempo, empieza a cansarse, pero sigue caminando mientras piensa: «Aguanta unas horas y vivirás como un rey el resto de tu vida». Cuando decide que es suficiente, se encuentra muy lejos del punto de regreso, por lo que se ve obligado a correr.
A punto de llegar al punto indicado, se hace de noche. Empieza a lamentarse, pero entonces se da cuenta de que aunque desde su posición reina la oscuridad, en lo alto del shihan todavía se ve el sol. Emprende la subida a la colina con sus últimas fuerzas y llega al punto marcado, cae de bruces exhausto. Tratan de levantarlo, pero sin éxito: estaba muerto. Entonces, «el trabajador cogió el azadón, cavó una tumba lo suficientemente grande para alojar su amo y lo enterró. Tres arshines de la cabeza a los pies le bastaron.»

## Influencia
Después de una lectura pública en la Universidad de Moscú el 4 de abril de 1886, Sofía Tolstói escribió a su esposo: 

Querido Leóvich, acabo de escribirle a [...] una descripción detallada de la lectura de ayer, que fue diez veces más solemne que la primera, por lo que no te lo describiré de nuevo. Los aplausos largos y unánimes fueron especialmente para "Cuánta tierra necesita un hombre". Storozhenko lo leyó bien y la impresión es que el estilo es maravillosamente riguroso, conciso, sin una palabra de más, todo es preciso, acertado, como un acorde; hay mucho contenido, pocas palabras y satisface hasta el final.
Sofía Tolstói, carta a Lev Tólstoi, 7 de abril de 1886.

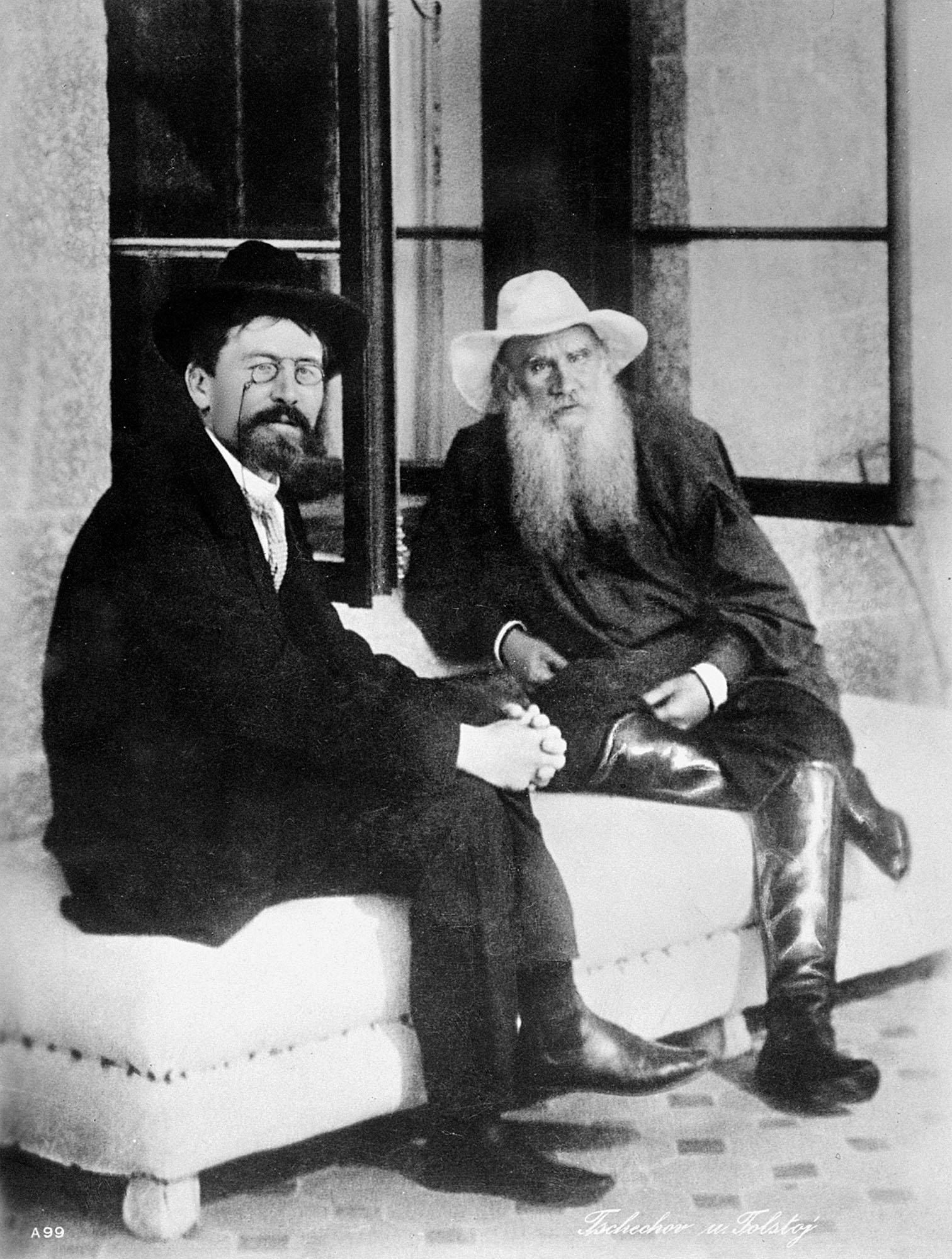
Tolstói y Chéjov en 1900.

James Joyce poco antes de su muerte escribió a su hija: «el mejor cuento escrito jamás».Ludwig Wittgenstein era otro conocido admirador y mencionaba este cuento a sus estudiantes. Antón Chéjov en su relato Las grosellas hace referencia a la obra: 

Se suele decir que el hombre sólo necesita tres arshines de tierra, pero ése es el espacio apropiado para un cadáver, no para un hombre. También se afirma ahora que es bueno que nuestras clases ilustradas se sientan atraídas por la tierra y aspiren a tener una propiedad. Pero de esas propiedades se puede decir lo mismo que de los tres arshines. ¿Cómo puede llamarse vida a abandonar la ciudad, la lucha y el rumor de la existencia para encerrarse en una propiedad? Eso es egoísmo, pereza, una especie de monacato, pero un monacato sin ningún mérito. Lo que el hombre necesita no son tres arshines de tierra ni una propiedad, sino el globo terrestre, la naturaleza entera, para poder manifestar sin trabas todas las cualidades y peculiaridades de su espíritu libre.
Antón Chéjov, Las grosellas. 1898.

Yákov Perelmán utiliza el final de este cuento en su libro Geometría Recreativa cuando discute la relación entre la forma, el perímetro y el área de figuras geométricas. Según sus cálculos, Pajom recorrió 40 verstas en un día y midió alrededor de 8,000 desiatinas de tierra (78 verstas cuadradas). También demostró que si Pajom hubiera elegido la ruta óptima (a lo largo de los lados del cuadrado), habría medido un área aún mayor, recorriendo una distancia menor.
Ideas del cuento fueron utilizados en la película alemana occidental de 1969 Scarabea - Wieviel Erde braucht der Mensch? dirigida por Hans-Jürgen Syberberg. El episodio Zameen de la serie india Katha Sagar de 1986 está inspirado a partir del cuento. Una adaptación de la obra en forma de historieta fue hecha por Martin Veyron en 2016.

### Citas
1. ↑  «Digitalización del N.º 4 de La Riqueza Rusa de 1886.».
2. ↑  
Troyat, 1984b, p. 133; Mangold, 2017, p. 84; Bojanowska, 2022, p. 324.
3. ↑  Bojanowska, 2022, p. 344.
4. ↑  Gilbert, 1966, «Joyce, 27 de abril de 1935», p. 364. «In my opinion How Much Land Does a Man Need is the greatest story that the literature of the world knows.»
5. ↑  Troyat, 1984, p. 292.
6. ↑  Tolstói, 1882, Confesión, pp. 24-26.
7. ↑  Troyat, 1984b, p. 131.
8. ↑  Bojanowska, 2022, p. 326.
9. ↑  Troyat, 1984b, p. 130.
10. ↑  
Troyat, 1984b, p. 132; Turner, 1999, p. 55; Mangold, 2017, p. 74.
11. ↑  Turner, 1999, p. 55.
12. ↑  Jahn, 1978, pp. 448-9.
13. ↑  Heródoto, Historias, p. 391.
14. ↑  
Troyat, 1984b, p. 133; Mangold, 2017, p. 84; Bojanowska, 2022, p. 329.
15. ↑  
Mangold, 2017, p. 84; Bojanowska, 2022, p. 329.
16. ↑  Bojanowska, 2022, p. 329.
17. 1 2 3 4  Bojanowska, 2022, p. 330.
18. ↑  Bojanowska, 2022, p. 331.
19. ↑  Bojanowska, 2022, p. 345.
20. ↑  Bojanowska, 2022, p. 346.
21. ↑  Tolstói, «Cuánta tierra necesita un hombre». Relatos, p. 294.
22. ↑  Tolstói, «Cuánta tierra necesita un hombre». Relatos, p. 300.
23. ↑  Tolstói, «Cuánta tierra necesita un hombre». Relatos, p. 308.
24. ↑  «Sofía Tolstói, 7 de abril de 1886.». feb-web.ru (en ruso). Consultado el 27 de julio de 2023.
25. ↑  Joyce, 27 de abril de 1935, p. 364.
26. ↑  Shanker, V. A. (1997). Ludwig Wittgenstein: Critical Assessments (en inglés). Taylor & Francis. ISBN 978-0-415-14947-1. Consultado el 27 de julio de 2023.
27. ↑  Mangold, 2017, p. 85.
28. ↑  «Las grosellas de Antón Chéjov».
29. ↑  «Geometria recreativa de Yakov Perelman.».
30. ↑  «Scarabea - Cuánta tierra necesita un hombre?».
31. ↑  Zameen: Part 1 - Katha Sagar.
32. ↑  Entrevista a Martin Veyron (en francés), consultado el 27 de julio de 2023.

#### Libros
- Heródoto (1999) [430 a. C.]. «Libro IV». Historia (Manuel Balasch, trad.) (15.ª edición). Madrid, España: Cátedra. ISBN 9788437617114.
- Tolstói, Lev (2008) [1882]. Confesión (Marta Rebón, trad.) (1.ª edición). Barcelona, España: Acantilado. ISBN 9788496834392.
- N. Tolstói, Lev (2020) [1885]. «Cuánta tierra necesita un hombre». Relatos (Víctor Gallego Ballestero, trad.) (1.ª edición). Barcelona, España: Alba. pp. 293-308. ISBN 9788490656570.
- Troyat, Henri (1984) [1965]. Tolstoi (Marty Abouf, trad.) I (1.ª edición). Barcelona, España: Bruguera. ISBN 8402099823.
- Troyat, Henri (1984) [1965]. Tolstoi (Marty Abouf, trad.) II (1.ª edición). Barcelona, España: Bruguera. ISBN 8402100228.
- Gilbert, Stuart (1966). Letters of Jame Joyce (en inglés) 1. Nueva York, Estados Unidos.

#### Artículos
- Jahn, Gary R. (1978). «Tolstoj's Vision of the Power of Death and "How Much Land Does a Man Need?"». The Slavic and East European Journal (en inglés) (Cambridge University Press) 22 (4): pp. 442-453. ISSN 0037-6752. doi:10.2307/307667.
- Turner, C. J. G. (1999). «Tolstoy and Herodotus.». Tolstoy Studies Journal (en inglés) (Universidad de Columbia Británica) 11: pp. 55-59.
- Mangold, Matthew (2017). «Space and Storytelling in Late Imperial Russia: Tolstoy, Chekhov, and the Question of Property.». The Russian Review (en inglés) (Nueva Jersey) 76 (1): pp. 72-94. ISSN 0036-0341.
- Bojanowska, Edyta M. (2022). «Was Tolstoi a Colonial Landlord? The Dilemmas of Private Property and Settler Colonialism on the Bashkir Steppe». Slavic Review (en inglés) (Cambridge University Press) 81 (2): pp. 324-348. ISSN 2325-7784. doi:10.1017/slr.2022.148.